# Mezzana Bigli
Mezzana Bigli (lombardul: La Msäna) település Olaszországban, Lombardia régióban, Pavia megyében. Lakosainak száma 1046 fő (2023. január 1.). Mezzana Bigli Casei Gerola, Cornale e Bastida, Pieve del Cairo, Sannazzaro de’ Burgondi, Bastida de’ Dossi, Ferrera Erbognone, Silvano Pietra és Isola Sant’Antonio községekkel határos.

## Népesség
A település lakossága az elmúlt években az alábbi módon változott:
| Lakosok száma | 1099 | 1072 | 1046 |
|               | 2017 | 2018 | 2023 |